# Les Cathédrales de l'industrie
Albums de Malicorne
Balançoire en feu,
(1981) Légende, deuxième époque,
(1989)
Les Cathédrales de l'industrie est le huitième album studio du groupe folk français Malicorne sorti en 1986 et le dernier album studio sorti sous ce nom.

## Historique et présentation
À l'origine, l'album Les Cathédrales de l'industrie est un projet solo de Gabriel Yacoub. En fait, ce devait être son deuxième album solo et son premier album exclusivement constitué de compositions originales mais la maison de disques Celluloïd choisira finalement de le sortir sous l'étiquette "Malicorne" pour faciliter les ventes. 
La formation qui réalise ce disque n'est plus celle des premières années. Deux des membres fondateurs du groupe - Laurent Vercambre et Hugues de Courson qui ont quitté le groupe après l'album L'Extraordinaire Tour de France d'Adélard Rousseau, dit Nivernais la clef des cœurs, Compagnon charpentier du devoir (1978) ont été remplacés par de nouveaux venus (voir la section « Personnel » plus bas). 
L'album se distingue des précédents notamment par le fait qu'au niveau du son, plus encore que Balançoire en feu (1981), sa production est très marquée « années 80 » avec le recours plus fréquent à la batterie et au synthés ; mais aussi par le fait que tous les titres sont désormais des compositions originales, comme c'était déjà le cas avec Balançoire en feu : dans ses deux derniers albums, Malicorne s'est, en effet, éloigné d'un répertoire exclusivement traditionnel qui avait été sa marque de fabrique depuis ses premiers albums jusqu'à l'album Le Bestiaire (1979). Le style des paroles a également changé, la presse les comparera à celles de Peter Gabriel. 
Pour autant, les instruments traditionnels sont toujours là : mandoloncelle, vielle à roue, mandoline, cromorne, uilleann pipes, tin whistle et chabrette. 
Ainsi, Les Cathédrales de l'industrie se veut un mélange, un trait d'union entre l'Ancien, le traditionnel (« Les Cathédrales ») et le Moderne, le contemporain (« l'industrie »). 
L'album compte 9 titres tous signés Gabriel Yacoub (dont 2 co-signés avec Olivier Zdrzalik-Kowalski). Il s'ouvre par la chanson-titre au ton enjoué et comporte notamment, outre celle-ci : Dormeur ; Il me reste un voyage à faire ; La Nuit des sorcières, une chanson d'inspiration traditionnelle interprétée par Marie Yacoub (qu'elle reprendra sur scène à partir de 2012 au début des concerts de l'"Almanach Tour" de Malicorne reformé) et qui s'achève par "A Lyke-Wake Dirge", un chant mortuaire du nord de l'Angleterre chanté par Gabriel (non précisé dans le titre de la chanson) ; Sorcier (également d'inspiration plus traditionnelle) et Je resterai ici, une chanson très personnelle que Gabriel Yacoub reprendra souvent sur scène en solo (et également en duo avec Marie Yacoub en première partie du concert exceptionnel de reformation du groupe dans sa configuration originelle donné le 15 juillet 2010 aux Francofolies de La Rochelle).
Les Cathédrales de l'industrie sera le dernier album studio à paraître du vivant du groupe avant sa séparation en juillet 1989 à l'issue de la tournée de concerts de promotion de l'album.

## Liste des titres
Source
| No | Titre                          | Auteur                                             | Durée |
| -- | ------------------------------ | -------------------------------------------------- | ----- |
| 1. | Les Cathédrales de l'industrie | Gabriel Yacoub                                     | 4:58  |
| 2. | Dormeur                        | Gabriel Yacoub                                     | 4:51  |
| 3. | Il me reste un voyage à faire  | Gabriel Yacoub / Olivier Zdrzalik                  | 4:24  |
| 4. | La Nuit des sorcières          | Gabriel Yacoub                                     | 4:21  |
| 5. | Big Science (1,2,3)            | Gabriel Yacoub - Gabriel Yacoub / Olivier Zdrzalik | 3:45  |
| 6. | Le Temps                       | Gabriel Yacoub                                     | 4:08  |
| 7. | Robe blanche, robe noire       | Gabriel Yacoub                                     | 3:36  |
| 8. | Sorcier                        | Gabriel Yacoub                                     | 4:24  |
| 9. | Je resterai ici                | Gabriel Yacoub                                     | 4:16  |

## Singles
- Big Science (1,2,3) est sorti en single avec Le Sorcier en face B
- Dormeur est sorti en 45 tours promotionnel proposant 2 versions : Dormeur (radio version) en face A / Dormeur (album version) en face B

## Personnel

### Malicorne
- Gabriel Yacoub : guitares, mandoloncelle, harmonica
- Marie Yacoub : chant, vielle à roue
- Olivier Zdrzalik-Kowalski : chant, basse, guitares, claviers
- Michel Le Cam : chant, violon, mandoline, cromorne
- Jean-Pierre Arnoux : batterie, percussions

### Invités
- Alan Kloatr : uillean pipes, tin whistle
- Olivier Daviau : chabrette
- Jean-Michel Kajdan : guitare électrique, programmation emulator
- Patrick Clémentin-Robin : programmation séquenceur

## Sources et références
1. ↑  Page personnelle consacrée à Malicorne de Bruno Cornen / Article "Les Cathédrales de l'Industrie"
2. ↑  Site web gabrielyacoub.com > page "la nuit des sorcières © 1986 gabriel yacoub"
3. ↑  Les Cathédrales de l'industrie par Malicorne